# Теорема Баргмана
Теорема Баргмана — утверждение о свойстве фазовых преобразований в нерелятивистской квантовой механике, запрещающем описывать суперпозицию волновых функций, соответствующих частицам с различными массами. Впервые была доказана Валентином Баргманом в 1954 году.

## Формулировка
В нерелятивистской квантовой механике невозможно описывать состояния, в которых имеется спектр масс или нестабильные элементарные частицы.

## Доказательство
Рассмотрим уравнение Шрёдингера (в атомной системе единиц)
{\displaystyle i{\frac {\partial \Psi }{\partial t}}-{\frac {1}{2m}}\nabla ^{2}\Psi =0}
и преобразование Галилея вида
{\displaystyle {\begin{aligned}q&\to q'=Rq+Vt+a,\\t&\to t'=t+b,\end{aligned}}}
где {\displaystyle R} — постоянная ортогональная матрица, описывающая пространственное вращение, {\displaystyle V} — постоянный вектор скорости, описывающий преобразование Галилея, {\displaystyle a} — постоянный вектор сдвига начала координат в пространстве, {\displaystyle b} — постоянный сдвиг начала отсчёта времени.
Рассмотрим действие преобразования Галилея на волновую функцию как результат применения некоторого унитарного оператора {\displaystyle U=e^{if},} где {\displaystyle f} — вещественная функция:
{\displaystyle \Psi '(q,t)=e^{if}\Psi (q',t').}
Инвариантность по отношению к преобразованию Галилея означает, что {\displaystyle \Psi '} должна удовлетворять тому же уравнению Шрёдингера, что и {\displaystyle \Psi }:
{\displaystyle i{\frac {\partial \Psi '}{\partial t}}-{\frac {1}{2m}}\nabla ^{2}\Psi '=0.}
Используя свойства
{\displaystyle {\frac {\partial }{\partial t}}={\frac {\partial }{\partial t'}}+V\nabla ',}
{\displaystyle \nabla =R\nabla ',\quad \nabla ^{2}=\nabla '^{2},}
подставляем {\displaystyle \Psi '(q,t)=e^{if}\Psi (q',t')} в
{\displaystyle i{\frac {\partial \Psi '}{\partial t}}-{\frac {1}{2M}}\nabla ^{2}\Psi '=0.}
В результате получаем
{\displaystyle \left[-{\frac {\partial f}{\partial t'}}-V\nabla 'f+{\frac {1}{2m}}(\nabla 'f)^{2}-{\frac {i}{2m}}\nabla '^{2}f\right]e^{if}\Psi +i\left(V-{\frac {1}{m}}\nabla 'f\right)e^{if}\nabla '\Psi +\left(i{\frac {\partial \Psi }{\partial t'}}-{\frac {1}{2m}}\nabla '^{2}\Psi \right)e^{if}=0,}
где последний член равен нулю, если выполняется уравнение Шрёдингера. Поскольку {\displaystyle \Psi } и {\displaystyle \nabla '\Psi } независимы, отсюда следуют два условия:
{\displaystyle {\frac {\partial f}{\partial t'}}=-V\nabla 'f+{\frac {1}{2m}}(\nabla 'f)^{2}-{\frac {i}{2m}}\nabla '^{2}f,}
{\displaystyle \nabla 'f=mV.}
Подставляя второе условие в первое, получаем
{\displaystyle {\frac {\partial f}{\partial t'}}=-{\frac {mV^{2}}{2}}}
и в результате интегрирования:
{\displaystyle f(q',t')=mVq'-{\frac {1}{2}}mV^{2}t'+C,}
где {\displaystyle C} — постоянная интегрирования. Таким образом, фаза преобразования не может быть исключена никаким выбором постоянной интегрирования. Отсюда следует, что не существует нерелятивистских квантовомеханических состояний, которые описываются линейными суперпозициями волновых функций, соответствующих частицам различных масс. В нерелятивистской квантовой механике невозможно описывать состояния, в которых имеется спектр масс или нестабильные элементарные частицы.